# Марусаж, Станислав

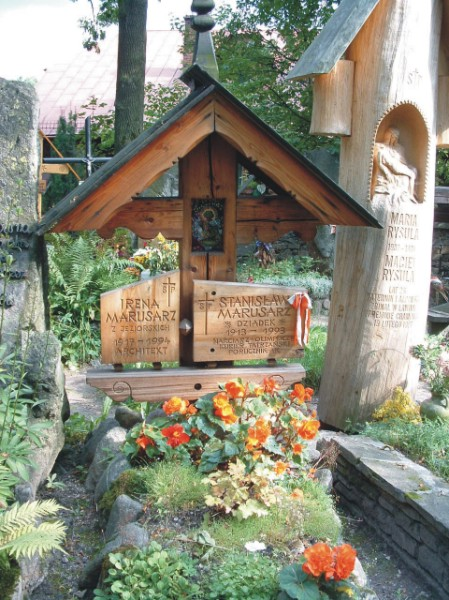
Могила Станислава Марусажа

Станислав Мару́саж (пол. Stanisław Marusarz; 18 июня 1913, Закопане — 29 октября 1993, Закопане) — польский прыгун с трамплина, член польского сопротивления. Брат Гелены Марусажувны. Заслуженный мастер спорта Польши (1950). Заслуженный мастер спорта СССР (1985).

## Биография
Был членом олимпийской сборной команды Польши на зимней Олимпиаде 1932 года, Олимпиаде 1936 года, Олимпиаде 1948 года и Олимпиаде в 1952 году.
Серебряный медалист чемпионата мира (1938). Рекордсмен мира — 95 метров (1935, Пляница).
Во время Второй мировой войны член польского сопротивления — горный курьер. Обеспечивал связь со словацким и венгерским подпольем. В 1955 снялся в фильме «Голубой крест» про горнолыжников. Его история стала основной фильма «Олимпийский факел» (1969).
Скончался 29 октября 1993 года в Закопане и был похоронен на Кладбище на Пенсковым Бжиску.

## Память
Его именем назван трамплин Велька Крокев в Закопане.